# Opération Tinderbox
L’opération Tinderbox est le nom donné à une série de quinze essais nucléaires réalisée au site d'essais du Nevada en 1979 et 1980 par les États-Unis. Elle suit l'opération Quicksilver et précède l'opération Guardian (en).

## Essais
| Nom        | Date              | Puissance |
| ---------- | ----------------- | --------- |
| Backgammon | 29 novembre 1979  | < 20 kt   |
| Azul       | 14 décembre 1979  | < 20 kt   |
| Tarko      | 28 février 1980   | < 20 kt   |
| Norbo      | 8 mars 1980       | < 20 kt   |
| Liptauer   | 3 avril 1980      | 20-150 kt |
| Pyramid    | 16 avril 1980     | 20-150 kt |
| Colwick    | 26 avril 1980     | 20-150 kt |
| Canfield   | 2 mai 1980        | < 20 kt   |
| Flora      | 22 mai 1980       | < 20 kt   |
| Kash       | 12 juin 1980      | 20-150 kt |
| Huron King | 24 juin 1980      | < 20 kt   |
| Tafi       | 25 juillet 1980   | 20-150 kt |
| Verdello   | 31 juillet 1980   | < 20 kt   |
| Bonarda    | 25 septembre 1980 | 20-150 kt |
| Riola      | 25 septembre 1980 | < 20 kt   |